# Генрік Росмарін
Генрік Росмарін (пол. Henryk Rosmarin; 13 жовтня 1882, Ператин — 3 лютого 1955, Тель-Авів) — польський політик єврейського походження, сіоніст, юрист, депутат Сейму 1-го, 2-го і 3-го скликань у Польськійа Республіці (1918—1939).

## Життєпис
Народився 13 жовтня 1882 р. у м. Ператин у родині Бернарда та Анни, уродженої Віттлін. Закінчив середню школу Бернардинів у Львові, потім філософський і юридичний факультети Львівського університету, де також захистив докторат. Закінчив навчання в університетах Берліна та Відня. Під час Першої світової війни був офіцером артилерії австрійської армії.
Після звільнення працював адвокатом у містах Східної Галичини, зокрема у Львові, а з 1932 року також керував адвокатською конторою у Варшаві.
Вже під час навчання почав виявляти сіоністські погляди, а в 1918 році був обраний членом Центрального сіоністського комітету на польських землях. У 1919 році у Львові заснував сіоністський журнал польською мовою Chwila, співвласником і редактором якого був багато років. З 1925 по 1935 рік був президентом єврейського спортивного клубу «Хасмонея» у Львові. Крім того, він був президентом Центрального позичкового банку та спортивної організації «Маккабі» у Польщі.
Був депутатом сейму 1-го, 2-го і 3-го скликань (1922—1935). У 1922—1927 роках був заступником голови Єврейського парламентського клубу. Був віцепрезидентом Сіоністської організації Східної Малопольщі та Світового сіоністського конгресу.
Після початку Другої світової війни він виїхав до Румунії, а звідти в 1940 році — до Палестини. З 1941 по 1945 рік він був Генеральним консулом Республіки Польща в Тель-Авіві, надаючи велику допомогу полякам. Після 1945 року залишився в Ізраїлі, де й помер 3 лютого 1955 року. Похований на кладовищі Нахалат Іцхак.